# Joseph Breen
Joseph Ignatius Breen (Philadelphia, 14 oktober 1888 – Los Angeles, 5 december 1965) was een Amerikaans journalist, publiciteitsagent en filmcensor. Hij werd met name bekend als hoofd van de Production Code Administration (PCA), een door de Amerikaanse filmindustrie in het leven geroepen organisatie die tussen 1934-1968 Amerikaanse films censureerde op basis van de Hays Code. Hays was actief als censor tussen 1934 en 1954 (het jaar van zijn pensionering).

## Een Ierse katholiek
Breen werd geboren in Philadelphia in 1888 in een Iers-katholiek gezin. Zijn opleiding kreeg hij bij de Jezuïeten. Na zijn training probeerde hij carrière te maken als achtereenvolgens journalist, ambtenaar, buitenlandcorrespondent en PR-agent. In 1926 organiseerde hij het Eucharistisch Congres in Chicago, waar katholieken uit de hele wereld bijeen kwamen. Met de organisatie van dit congres kwam hij onder de aandacht van een andere vooraanstaande katholiek, Will H. Hayes, voormalig minister der Posterijen, en sinds 1921 voorzitter van de  Motion Picture Producers and Distributors of America (MPPDA). 
Hays was toen al enige jaren bezig om het imago van de Amerikaanse filmindustrie te zuiveren van smetten als corruptie, seks- en drugsschandalen. In 1931 bedacht Hays hiervoor de MPPDA Production Code, die al snel de Hays Code ging heten. In de code werd een aantal onderwerpen genoemd die niet in films mochten voorkomen, zoals seks, homoseksualiteit, drugs, en extreem geweld. Zelfs verwijzingen naar deze onderwerpen waren taboe, evenals het alleen maar noemen van een woord als 'verkrachting', 'maagd' of 'verleiding'. Hays wilde dat de Amerikaanse film de massa zou opvoeden en de Amerikaanse moraal zou versterken. Tussen 1931-1934 was het Studio Relations Committee (SRE) belast met de controle en naleving van de code. 
Al snel bleek dat het SRE het werk niet aankon en de middelen miste om naleving af te dwingen. Hays besloot in 1934 een nieuwe start te maken en wist de filmstudio's over te halen om voortaan alle scripts vooraf te laten bekijken. Alleen films die voldeden aan de eisen van de Hays Code zouden in de bioscopen gedraaid mogen worden. Uit angst voor eventuele overheidscensuur legden de filmstudio's zich vast aan Hays ideeën.

## De geboorte van de PCA
Hays, die als voormalig politicus goed omging met de grote studiobazen en bankiers, had iemand nodig om het veldwerk te doen. Hij zocht een persoon met een christelijke moraal en onbesproken gedrag, een man die goede connecties had in de media, bekend was met pr-werk en een goede organisator. Joseph Breen voldeed aan alle eisen en in 1934 werd hij hoofd van de Production Code Administration, de opvolger van de SRE. De PCA kreeg al snel de bijnaam Hays Office en niet lang daarna, Breens Office. Breen was geknipt voor de baan. Hij was een man met Victoriaanse ideeën over seksualiteit en moraal. Zoals Hays al had opgemerkt was hij van onbesproken gedrag, getrouwd met zijn vriendinnetje van de middelbare school en met inmiddels zes kinderen. Als goed katholiek geloofde hij dat het zijn missie was om de moraal van de Amerikaanse bevolking omhoog te stuwen. Films konden daarbij helpen, mits die films werden gemaakt volgens de Hays Code. Hays en Breen zorgden ervoor dat alle filmstudio's zich aan de code hielden. Iedere studiobaas tekende hiervoor. De PCA kon films die afweken van de code beboeten met 25.000 dollar, naast de onvermijdelijke boycot door de Amerikaanse bioscopen. Hoewel de Hays Code strikt was en filmmakers dwong om in een soort dwangbuis te werken, was Breen geen filmhater. Integendeel, de man die zou worden gehaat door regisseurs en scenaristen, was een filmliefhebber en had groot respect voor filmmakers. Hij trad echter ferm op tegen alles wat in strijd was met de code. Zo moest Maureen O'Sullivan haar kostuum aanpassen dat ze droeg in Tarzan and his Mate, omdat het te veel van haar lichaam liet zien. Maar Breen trad nooit op als een bureaucraat die geen tegenstand duldde. Hij was altijd bereid om te onderhandelen, ook al had hij altijd het laatste woord. 

## De censor van Hollywood
Breen werkte lange uren, soms tot zestien uur per dag, aan zijn missie, die hij beschouwde als een opdracht van God. Hij ging nooit naar feestjes en de weinig vrije tijd die hij had bracht hij door bij zijn vrouw en kinderen. Scenario na scenario werkte hij met zijn medewerkers door op zoek naar vloeken, naaktscènes, extreem geweld en drugsgebruik. Een slaapkamer in een film was bestemd voor slapen en niet zelden wees Breen de scenaristen er op dat er een nachtkastje tussen de bedden van de echtelieden moest staan. Niet getrouwde stellen hadden helemaal niets te zoeken in de slaapkamer. Erger was het gesteld met de badkamer, die mocht helemaal niet voorkomen in Hollywoodscripts. 
De doorhalingen die Breen in scripts aanbracht en het wegsnijden van aanstootgevende scènes uit films kreeg van boze scenaristen en regisseurs al snel de bijnaam 'Breening'. Filmmakers konden Breens bloed wel drinken. De twee kantoren van de PCA in Los Angeles en New York zagen alles op cinematografisch gebied voorbijkomen, niet alleen de grote Hollywoodfilms, maar ook B-films gemaakt met een laag budget, korte films, previews en zelfs de tekenfilms. Afgezien van een periode acht maanden in 1941 toen Breen tijdelijk de baas was RKO Radio Pictures bleef hij tot zijn pensionering in 1954 de censor van Hollywood. Zijn invloed op de Hollywoodfilms tussen 1934-1954 is legendarisch. Bij zijn pensionering schreef Variety dat Breen persoonlijk verantwoordelijk is geweest voor het herscheppen van de moraal van de Amerikaanse filmindustrie. Hij schiep een keurslijf voor filmmakers die films moesten maken waar echtparen in gescheiden bedden sliepen, soldaten nooit vloekten, homoseksualiteit taboe was en waar gangsters tot het goede bekeerd naar de elektrische stoel liepen. 
Toch had de bemoeienis van Breen ook een goede kant. Filmmakers moesten al hun creativiteit naar boven te halen om bijvoorbeeld sensualiteit te suggereren zonder in problemen te komen met Breen. Een goed voorbeeld is de The Postman Always Rings Twice uit 1946. Vergelijk deze film met al zijn ingehouden sensualiteit en verborgen geweld met de remake uit 1981 waar seks en geweld zonder terughoudendheid worden getoond. Juist vanwege de ingehouden sensualiteit is de versie van 1946 des te indringender. 
Joseph Breen overleed in 1965, drie jaar voor 'zijn' code werd afgeschaft.